# Hamba inclinata
Hamba inclinata är en insektsart som först beskrevs av Walker 1857.  Hamba inclinata ingår i släktet Hamba och familjen vedstritar. Inga underarter finns listade i Catalogue of Life.